# Adam McKay
Adam McKay (sinh 17 tháng 4 năm 1968) là nam diễn viên, đạo diễn, biên kịch người Mỹ. Ông từng là biên kịch chính cho chương trình hài Saturday Night Live trong hai mùa.